# Ланґелейк
Ланґелéйк, або ланґлéйк (норв. langeleik, langleik) — це норвезький музичний народний інструмент, бурдонна цитра.

## Опис

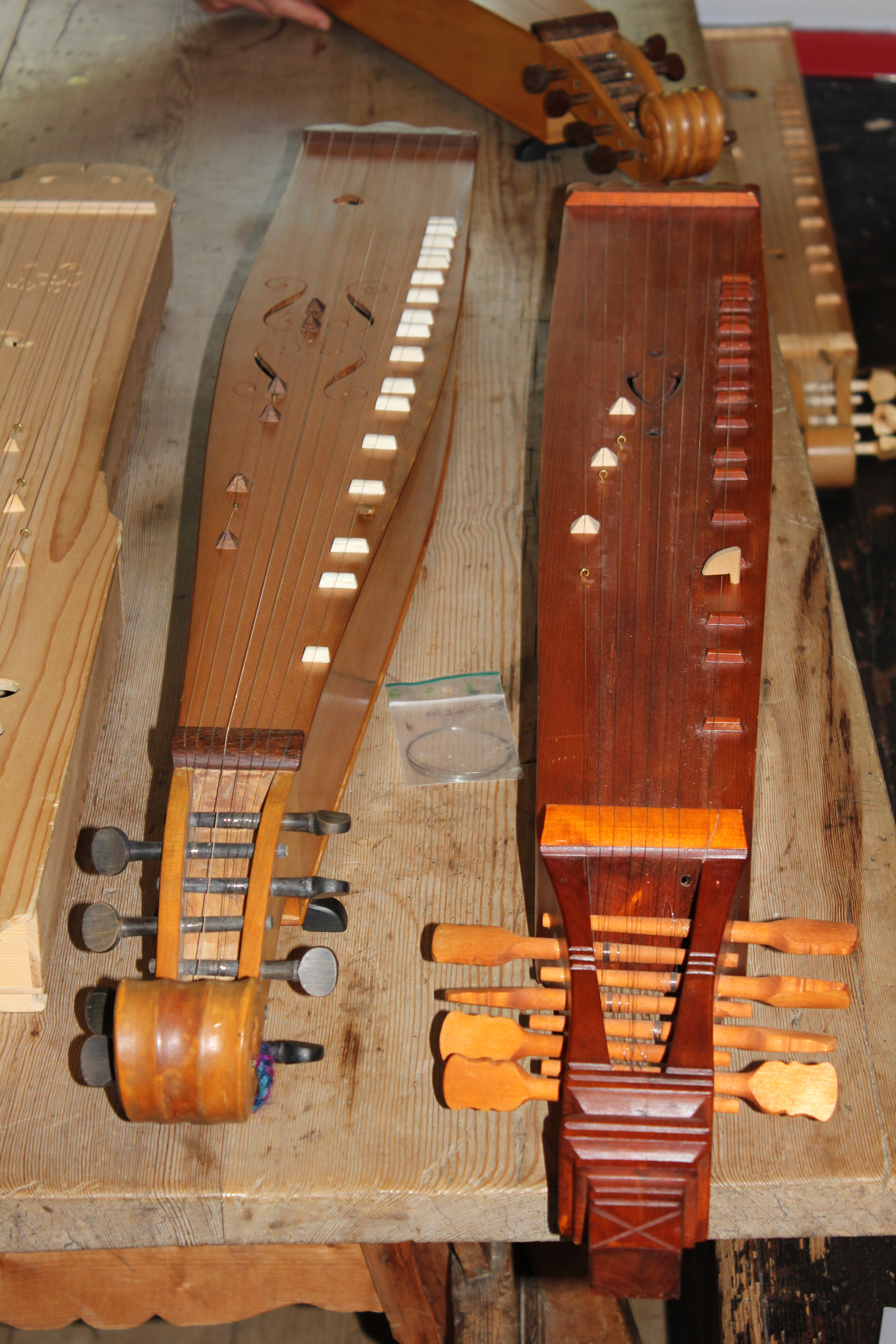
Ланґелейк

Ланґелейк має лише одну мелодичну струну та до восьми бурдонних струн. Під мелодичною струною розташовуються сім ладів для кожної октави, формуючи діатонічний мажорний лад(тобто, лади розміщувалися не за звичною сьогодні півтоновою гамою, а діатонічно). Бурдонні струни налаштовані у тризвуки. Зазвичай ланґелейк налаштовували у тональність Ля, хоча у нотних записах для інструменту переважно вказували тональність До мажор, так наче інструмент налаштовували у До. Ймовірно, це було зроблено для спрощення написання та читання партитур.
Так як на ланґелейку не можливо грати хроматично, і, одночасно, важко переналаштувати інструмент в іншу тональність, використання ланґелейку у поєднанні з іншими музичними інструментами або використання у більш гармонічно скадній музиці є дуже важким для музиканта.
Поєднання однієї мелодичної струни та багатьох бурдонних струн надає ланґелейку багатий та об'ємний звук.

## Історія
У Європі існує багато варіацій бурдонних цитр. Німецький шайтхольт та шведський хуммель, ймовірно, є предками ланґелейку. Водночас у 1980 році було зафіксовано першу знахідку інструменту датовану 1524 роком, який знайшли на фермі у Віберґсрої, Йовік, Норвегія. Відповідно, цей інструмент існував задовго до шайтхольту та хуммелю або інших бурдонних цитр.
Початково, ланґелейк часто налаштовували згідно з піфагорійським строєм базуючись на чистих квінтах та октавах з меншими інтервалами які могли бути різними. Відповідно, інструмент можна було легко переналаштувувати між «низьким» мінором та мажором. Ланґелейк, зі сталим та відомим і в наш час строєм, з'явився після 1850 року. Після цих змін у тональності, багатьом музикантам потрібно було змінити свої мелодії, або створити нові, оскільки старий репертуар не підходив для виконання на нових інструментах.

## Типи ланґелейків
Ранні ланґелейки були прямокутної форми та без нижньої деки (тобто корпус складався лише з верхньої деки та обичайки). Зазвичай мав п'ять або шість струн. Також, інструмент мав унікальний стрій, який відрізняється від сучасної стандартної мажорної гами. Особливо, терції та септими відрізнялися тим, що терція, зазвичай, була нейтральною(тобто і не мінорною, і не мажорною), а септими були нижчими за сучасні.
Сучасні ланґелейки є дещо вигнутої форми, та є ширшими по середині корпусу. Зміна форми відбулася тому, що сучасні виробники традиційних інструментів, виходячи зі свого досвіду, визначили, що така форма надає інструменту більше гучності. Зазвичай сучасний інструмент налаштовується у мажорну гаму.

## Техніка гри
Права рука тримає довгий медіатор, та за його допомогою вдаряє по струнам, створюючи базовий ритм.
Водночас використовуються лише вказівний, середній та безіменний пальці лівої руки. Ліва рука зажимає мелодичну струну на необхідних ладах, створюючи мелодії. При цьому, бурдонні струни звучать завжди з однаковою тональністю, так як права рука вдаряє медіатором по всім струнам одразу.
Коли музикант бажає зіграти на мелодичній струні ритм, який вирізняється від того, який виконує права рука, він використовує пальці лівої руки та за допомогою методів хаммер-онів та пулл-оффів додає новий ритм на мелодичній струні.

## Традиції
У Норвегії є декілька регіонів, у яких є розповсюдженими ланґелейки, у деяких регіонах є свої варіації весняних танців(див. полька).
Райони Валдрес та Вардал є єдиними, у який ланґелейк досі займає важливе місце у традиційній культурі, та саме у цих районах інструмент набув найбільшого розвитку. Найбільша кількість мелодій, а особливо, нових мелодій, більш складних походять саме з цих регіонів Норвегії. Телемарк також є районом Норвегії, де інструмент зазнав нових змін, необхідних саме для музики цього регіону. Інструменти виготовлені у цьому регіоні вирізняються унікальною формою корпусу та більшою виразністю звучання.
Ланґелейк пережив своє відродження, та незважаючи на те, що по всій території Норвегії є багато музикантів, що грають на ланґелейку, існує не так багато місць, де інструмент є офіційно визнаним.

## Музика
На ланґелейку виконують переважно варіації народних танців, таких як вальс, мазурка, полька, ґанґар, спрінґар та інші.
Концертні музичні твори належать до групи klokkeslåtter або huldreslåtter («Мелодії Huldren», Huldra — красива дівчина, пов'язана з тролями в скандинавській міфології)